# Titans
Titans är en amerikansk superhjälteserie skapad av Akiva Goldsman, Geoff Johns och Greg Berlanti, som är baserad på DC Comics superhjälteteam Teen Titans. Serien hade premiär på streamingtjänsten DC Universe den 12 oktober 2018. Inför tredje säsongen övergick Titans till att sändas på HBO Max (numera Max). Serien sändes i totalt fyra säsonger, där det sista avsnittet sändes den 11 maj 2023.
I rollerna finns bland andra Brenton Thwaites, Anna Diop, Teagan Croft, Ryan Potter, Curran Walters, Conor Leslie, Alan Ritchson, Minka Kelly, Chelsea Zhang, Joshua Orpin och Jay Lycurgo.

## Rollista
| Brenton Thwaites   | – Dick Grayson/Robin/Nightwing    |
| Anna Diop          | – Koriand'r/Kory Anders/Starfire  |
| Teagan Croft       | – Rachel Roth/Raven               |
| Ryan Potter        | – Gar Logan/Beast Boy/Changeling  |
| Curran Walters     | – Jason Todd/Robin/Red Hood       |
| Conor Leslie       | – Donna Troy/Wonder Girl          |
| Minka Kelly        | – Dawn Granger/Dove               |
| Alan Ritchson      | – Hank Hall/Hawk                  |
| Esai Morales       | – Slade Wilson/Deathstroke        |
| Chelsea Zhang      | – Rose Wilson                     |
| Joshua Orpin       | – Subject 13/Conner Kent/Superboy |
| Savannah Welch     | – Barbara Gordon                  |
| Vincent Kartheiser | – Dr. Jonathan Crane              |
| Damaris Lewis      | – Komand'r/Blackfire              |
| Jay Lycurgo        | – Tim Drake/Robin                 |
| Franka Potente     | – May Bennett/Mother Mayhem       |
| Joseph Morgan      | – Sebastian Sanger/Brother Blood  |